# Debra Mooney
Debra Mooney (nacida Debra Vick; Aberdeen, Dakota del Sur; 28 de agosto de 1947) es una actriz estadounidense, más conocida por su papel de Edna Harper en la serie Everwood (2002-2006) y por su papel de Verna Thornton en la serie Scandal.
Es hija de Isabel y Henry M. Vick. Se casó con el director y productor Porter Van Zandt, hasta su muerte en 2012.

## Filmografía

### Películas
| Año  | Título                              | Personaje        | Observaciones    |
| ---- | ----------------------------------- | ---------------- | ---------------- |
| 1979 | Chapter Two                         | Marilyn          |                  |
| 1982 | Supervisors                         | Ms. Barnes       | Cortometraje     |
| 1982 | Tootsie                             | Mrs. Mallory     |                  |
| 1983 | The Cradle Will Fall                | Vangie Lewis     | Película para tv |
| 1986 | Agent on Ice                        | Mrs. Kirkpatrick |                  |
| 1986 | Rage of Angels: The Story Continues | Unknown          | Película para tv |
| 1988 | Too Young the Hero                  | Calvin's Mother  | Película para tv |
| 1989 | Dead Poets Society                  | Mrs. Anderson    |                  |
| 1990 | Joshua's Heart                      | Madre de Claudia | Película para tv |
| 1994 | Breathing Lessons                   | Mrs. Stuckey     | Película para tv |
| 1994 | Schemes                             | Ruby             |                  |
| 1996 | Mary & Tim                          | Desconocida      | Película para tv |
| 1997 | Anastasia                           | Actriz           | voz              |
| 1999 | Silk Hope                           | Violet           | Película para tv |
| 2001 | Domestic Disturbance                | Theresa          |                  |
| 2006 | The Mermaid Chair                   | Kat              | Película para tv |
| 2010 | Den Brother                         | Mrs. Jacklitz    | Película para tv |
| 2010 | The Last Godfather                  | Hermana Theresa  |                  |
| 2013 | Jodi Arias: Dirty Little Secret     | Caroline         | Película para tv |